# فرودگاه الیم
فرودگاه الیم (به انگلیسی: Elim Airport) یک فرودگاه همگانی با کد یاتا ELI است که یک باند فرود شن دارد و طول باند آن ۱۰۳۷ متر است. این فرودگاه در شهر الیم، آلاسکا کشور ایالات متحده آمریکا قرار دارد و در ارتفاع ۴۹ متری از سطح دریا واقع شده است.